# 국도 제65호선 (미국)

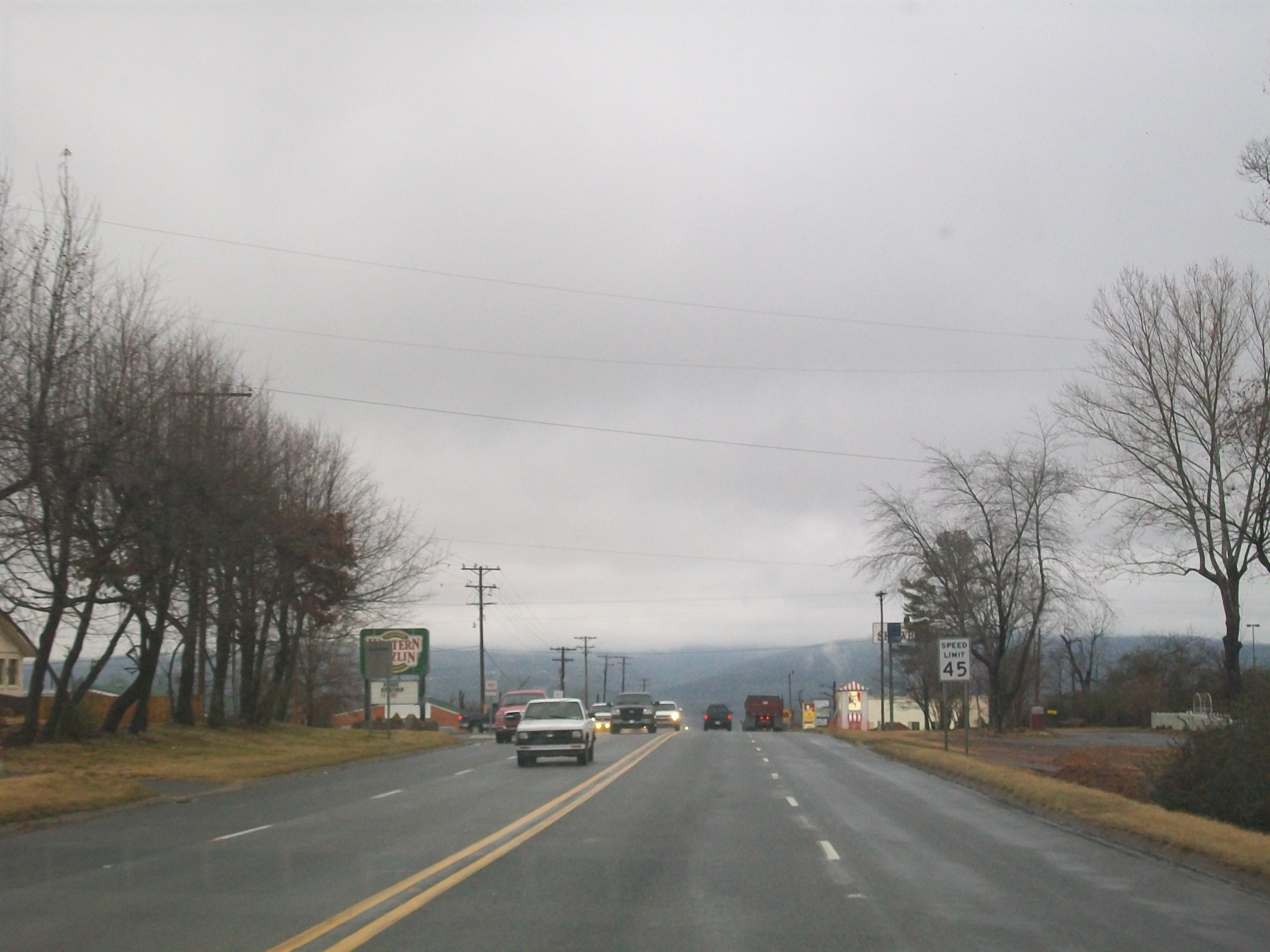
아칸소주 밴뷰런군 클린턴 남부를 통과하고 있는 US 65

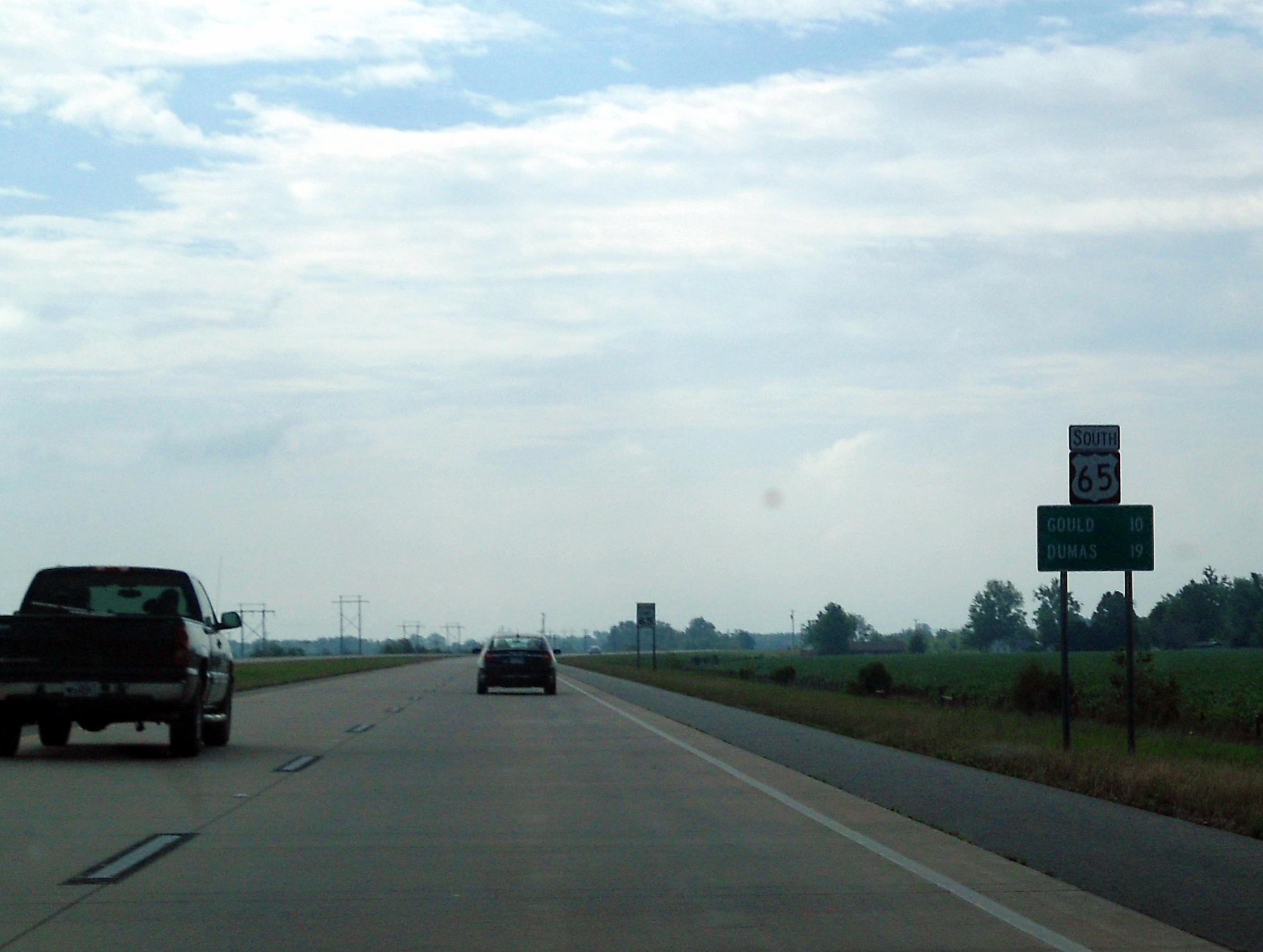
그래디 남부 근방을 통과하고 있는 US 65

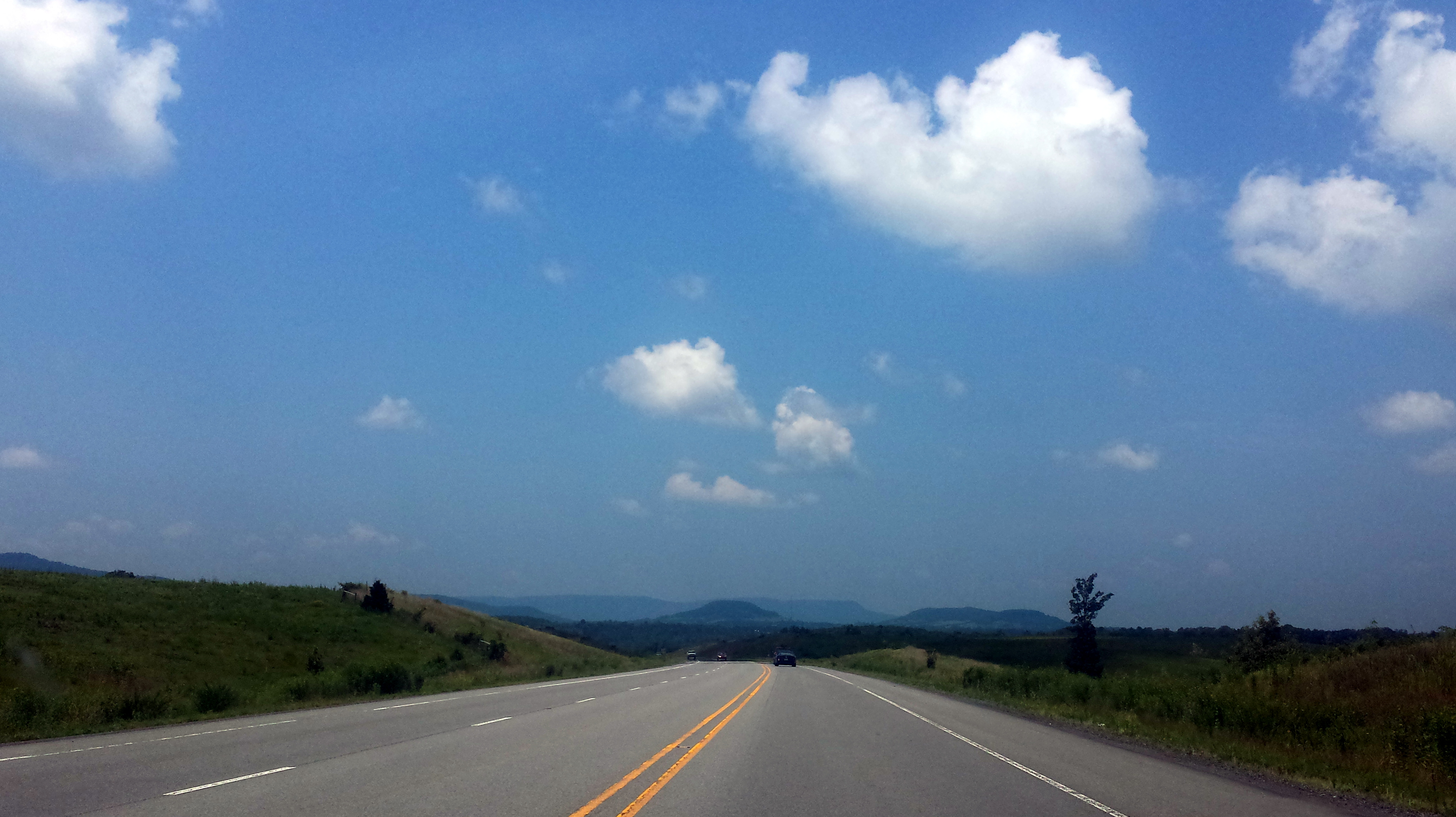
레슬리와 해리슨 사이를 이어주는 US 65

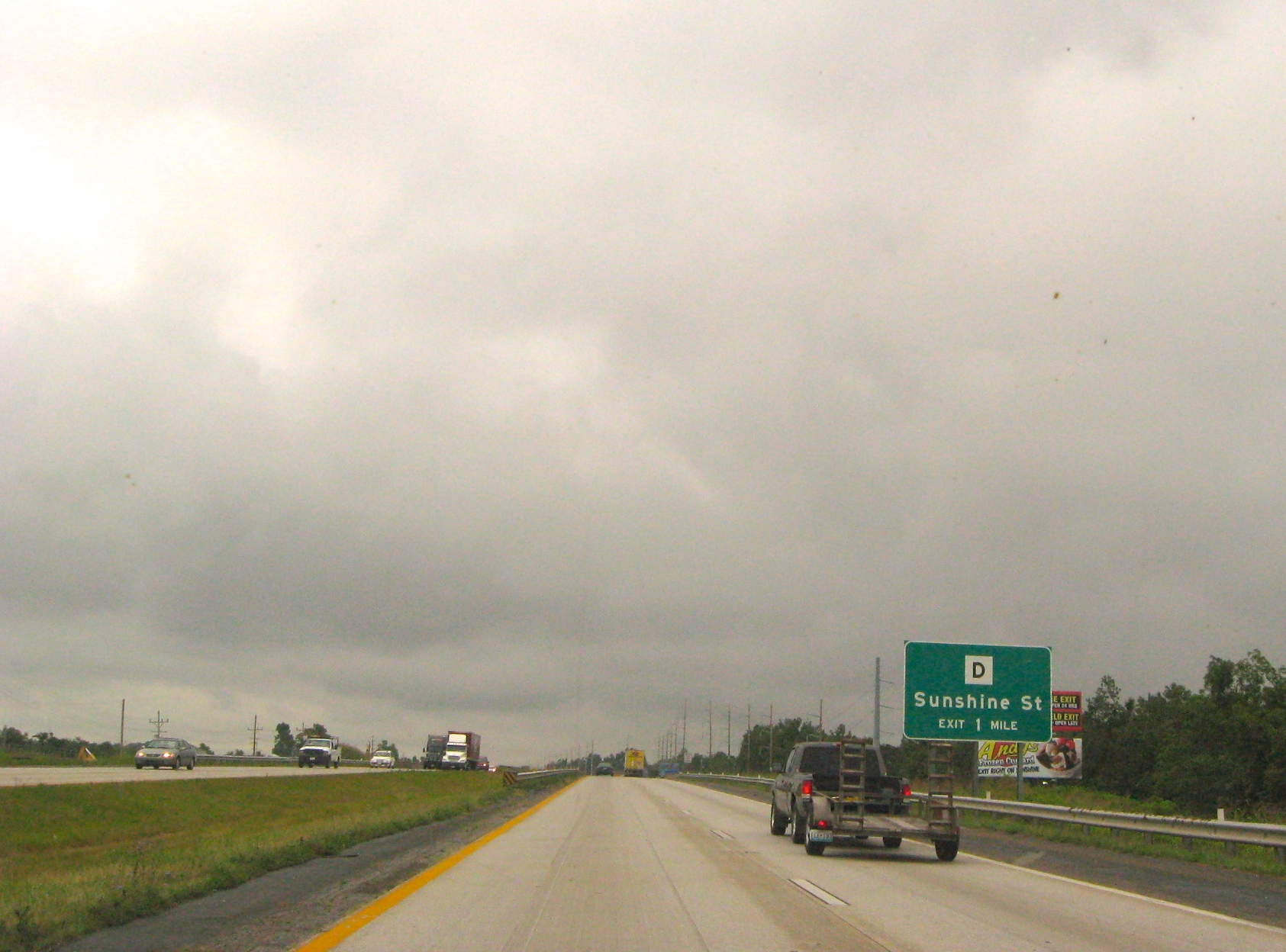
스프링필드를 통과하고 있는 US 65

미국 65번 국도(U.S. Route 65)는 루이지애나주의 클레이턴을 출발하여 아칸소주와 미주리주를 거쳐 아이오와주를 지나, 미네소타주의 앨버트리아까지 이르는, 총연장 966 마일(1,555 km)의 일반 국도 노선이다.

## 경유하고 있는 주별 군 및 교구
- 루이지애나주[1]
  - 콩코디아군 - 텐자스군 - 매디슨군 - 이스트캐럴군
- 아칸소주
  - 시코군 - 데샤군 - 드루군 - 데샤군 - 링컨군 - 제퍼슨군 - 포크너군 - 밴뷰런군 - 서시군 - 뉴턴군 - 서시군 - 뉴턴군 - 분군
- 미주리주
  - 태니군 - 크리스천군 - 그린군 - 댈러스군 - 히커리군 - 벤턴군 - 페티스군 - 설린군 - 라피엣군 - 미주리강 - 캐럴군 - 리빙스턴군 - 그런디군 - 머서군
- 아이오와주
  - 루카스군 - 워런군 - 포크군 - 스토리군 - 하딘군 - 세로고도군
- 미네소타주
  - 프리본군

## 통과하는 도로

### 주간고속도로
- 주간고속도로 제20호선
- 주간고속도로 제69호선
- 주간고속도로 제530호선
- 주간고속도로 제30호선
- 주간고속도로 제440호선
- 주간고속도로 제630호선
- 주간고속도로 제57호선
- 주간고속도로 제44호선
- 주간고속도로 제70호선
- 주간고속도로 제80호선
- 주간고속도로 제35호선

### 일반 국도
- 국도 제425호선
- 국도 제80호선
- 국도 제82호선
- 국도 제278호선
- 국도 제165호선
- 국도 제63호선
- 국도 제79호선
- 국도 제270호선
- 국도 제167호선
- 국도 제67호선
- 국도 제70호선
- 국도 제64호선
- 국도 제62호선
- 국도 제412호선
- 국도 제160호선
- 국도 제60호선
- 국도 제54호선
- 국도 제50호선
- 국도 제40호선
- 국도 제24호선
- 국도 제36호선
- 국도 제136호선
- 국도 제34호선
- 국도 제69호선
- 국도 제6호선
- 국도 제30호선
- 국도 제20호선
- 국도 제18호선

## 관련 국도 노선
- 국도 제165호선 (미국)